# X 4750
,,,
Les X 4750 sont des autorails diesel bicaisses (comportant une motrice et une remorque), 4e série de la famille surnommée « caravelles », appartenant à la Société nationale des chemins de fer français (SNCF), qui les classifie dans les éléments automoteurs diesel (EAD). Ils ont circulé en service commercial sur le réseau ferroviaire français de 1977 à 2016. Depuis, il ne reste que quelques exemplaires qui circulent encore, revendus à des associations ou en Roumanie.

## Histoire

### Origine
Dès leur mise en service à partir de 1977, leur aménagement intérieur d'origine est anachronique : alors que le standard à l'époque est déjà aux sièges individuels à quatre places de front, les X 4750 sont alors aménagés avec des banquettes à cinq places de front avec des porte-bagages transversaux. Le contraste avec les voitures Corail et le TGV en cours de réalisation est très important.
Ils se différencient de la troisième série, les X 4630, par un moteur plus puissant qui leur permet d'atteindre les 140 km/h, les trois premières séries étant limitées à 120 km/h.
Cette quatrième série a connu deux sous-séries : X 94750 et X 4790. La série des X 94750 est constituée de huit rames postales créées en 1979 et servant au transport du courrier, et qui ont été transformées en X 4750 pour le transport de voyageurs en 1994. La série des X 4790 est constituée de sept rames voyageurs fabriquées en 1981 (numérotées de X 4790 à 4796) aménagées différemment des X 4750 et financées par la région Basse-Normandie pour la desserte de la ligne Paris - Granville. Ces engins ont perdu leurs spécificités à l'occasion de leur modernisation.

### Modernisation
Série d'autorails modernisés par les Ateliers puis Établissement Industriel de Manutention Maintenance du Mans entre 1987 et 1994,.

## Lignes desservies
- Rouen - Dieppe[8],[9]
- Rouen - Amiens[8]
- Montérolier - Motteville (W)[8]
- Rouen - Saint-Valéry-en-Caux[8]
- Rouen - Le Havre - Rolleville[8],[9]
- Paris-Nord – Beauvais
- Beauvais – Creil
- Amiens – Tergnier
- Mantes-la-Jolie – Évreux-Normandie – Caen – Cherbourg
- Mantes-la-Jolie – Plaisir - Grignon
- Caen – Alençon[9] – Tours[8]
- Rouen-Rive-Droite ou Préfecture[8] – Caen
- Rouen-Rive-Droite ou Préfecture - Saint-Pierre-du-Vauvray[8]
- Caen – Rennes[9] avec desserte de Saint-Malo[8]
- Lisieux – Trouville - Deauville – Dives - Cabourg[8]
- Sarreguemines – Sarre-Union
- Sarreguemines – Bitche
- Sarreguemines – Béning
- Nancy-Ville – Sarrebourg
- Metz – Nancy-Ville – Culmont - Chalindrey
- Metz – Nancy-Ville – Saint-Dié-des-Vosges
- Nancy-Ville – (Épinal) – Belfort
- Épinal – Saint-Dié-des-Vosges ou Remiremont
- Nevers – Montchanin – Chagny – Dijon-Ville
- Nevers – Montchanin
- Dreux[8] – Granville[9] (X4790)
- Dreux – Argentan[8]

(liste non exhaustive)

## Établissements Publics Régionaux[5],[6],[7],[8],[9],[10]
La dénomination en titre de section provient du changement d'appellation dans les références.

### Situation au 31 décembre 1977
- Longueau (8 engins en service)
- Sotteville-lès-Rouen (15 engins en service)

(soit un total de 23 engins en service)

### Situation au 1er janvier 1979[5]
- Longueau (8 engins en service)[5]
- Metz (14 engins en service)[5]
- Sotteville-lès-Rouen (17 engins en service)[5]

(soit un total de 39 engins en service)

### Situation au 1er janvier 1986[6]
- Metz (19 engins en service)[6]
- Sotteville-lès-Rouen (28 engins en service)[6]

(soit un total de 47 engins en service)

### Situation au 1er janvier 1992[7]
- Metz (avec 24 engins en service répartis entre 7 non modernisés et 17 TER Champagne-Ardennes qui le sont lourdement)[7]
- Sotteville-lès-Rouen (avec 23 engins en service répartis entre 16 non modernisés et 7 TER Basse-Normandie qui le sont lourdement)[7]

(soit un total de 47 engins en service)

### Situation au 1er janvier 1994[8]
- Metz (avec 23 engins en service répartis entre 19 non modernisés et 4 TER Lorraine qui le sont lourdement)[8]
- Sotteville-lès-Rouen (avec 24 engins en service répartis entre 17 non modernisés et 7 TER Basse-Normandie qui le sont lourdement)[8]

(soit un total de 47 engins en service)

### Situation au 1er janvier 1998[9]
- Metz (avec 31 engins en service répartis entre 20 non modernisés et 11 TER Lorraine qui le sont lourdement)[9]
- Sotteville-lès-Rouen (avec 23 engins en service répartis entre 8 non modernisés, 4 SNCF, 7 TER Basse-Normandie et 4 Haute-Normandie qui le sont lourdement avec prévisions de cinq au-delà de cette date)[9]

(soit un total de 54 engins en service)

### Situation au 1er janvier 2003[10]
- Metz (avec 29 engins en service répartis en 11 non modernisés, 11 TER Lorraine et 7 SNCF qui le sont lourdement)[10]
- Sotteville (avec 21 engins en service répartis en 4 non modernisés, 7 TER Basse-Normandie, 4 Haute-Normandie et 6 SNCF qui le sont lourdement)[10]
- Nevers (avec 4 engins en service non modernisés)[10]

(soit un total de 54 engins en service)

### Situation au 1er janvier 2007[11]
- Metz (avec 28 engins en service répartis en 10 non modernisés, 11 TER Lorraine et 7 SNCF qui le sont lourdement)[11]
- Sotteville (avec 21 engins en service répartis en 10 non modernisés, 7 TER Basse-Normandie et 4 Haute-Normandie qui le sont lourdement)[11]
- Nevers (avec 4 engins en service non modernisés)[11]

(soit un total de 53 engins en service)

### Situation au 1er janvier 2012[12]
- STF Lorraine (avec 12 engins en service en modernisation lourde)[12]
- STF Normandie (avec 16 engins en service en modernisation lourde)[12]
- Technicentre Lorraine/Metz (avec 4 engins en service en modernisation lourde)[12]

(Soit un total de 32 engins en service de l'activité TER)
- Technicentre Auvergne-Nivernais/Nevers/Infra (avec 2 engins en service de séries plus anciennes en modernisation lourde)[12]

(soit un total de 2 engins en service de l'activité INFRA)

### Situation au 1er janvier 2016[13]et retrait
- STF Normandie (avec 4 engins en service)[13]

(soit un total de 4 engins de l'activité TER)
- STF Auvergne-Nivernais (avec 1 engin en service)[13]

(soit un total de 1 engin de l'activité INFRA)
- STF LOC. T FRET (avec 1 engin en service)[13]

(soit un total de 1 engin de l'activité DIRECTION MATÉRIEL)
Les derniers engins du parc sont retirés du service commercial de la SNCF le 1er décembre 2016.

### Engins préservés
- X 4781[13]

- X 4786 par l'ABFC à Dijon en prêt à l'ACTA à Venarey-les-Laumes[13].
- X 4787 par l'ABFC à Dijon en prêt à l'ACTA à Venarey-les-Laumes[13].
- X 4790 et X 4795 pour le CFT de la Vallée de l'Aa[13].
- X 4755, X 4759, X 4761, X 4762, X 4764, X 4766, X 4770, X 4772, X 4776, X 4784 et X 4800 loués à Regiotrans (Roumanie)[réf. nécessaire]

## Modélisme
Ces autorails ont été reproduits par la firme LS Models.

## Galerie de photographies

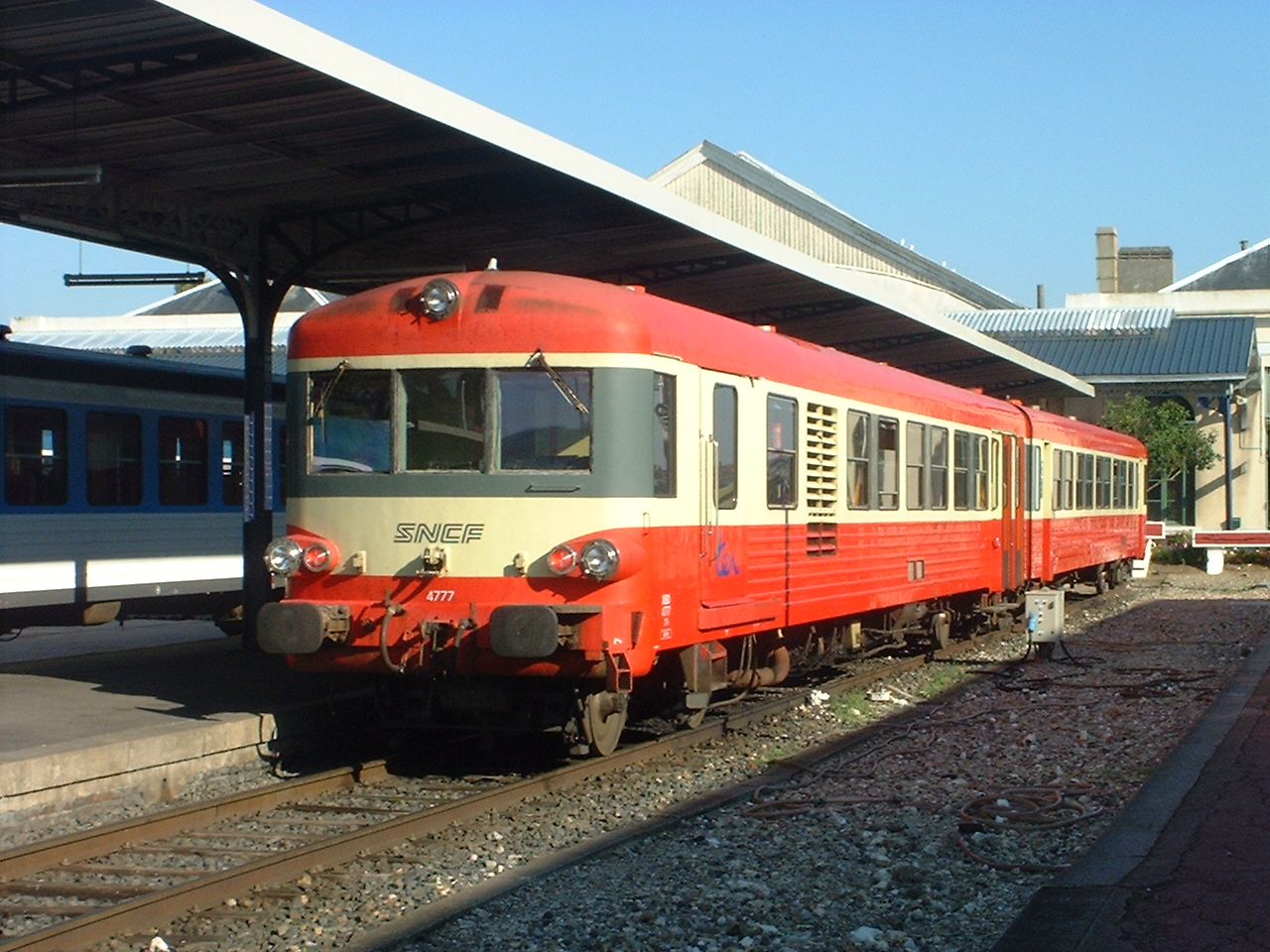
X 4777 avec la livrée rouge et crème d'avant rénovation, en gare de Dieppe en 2003.
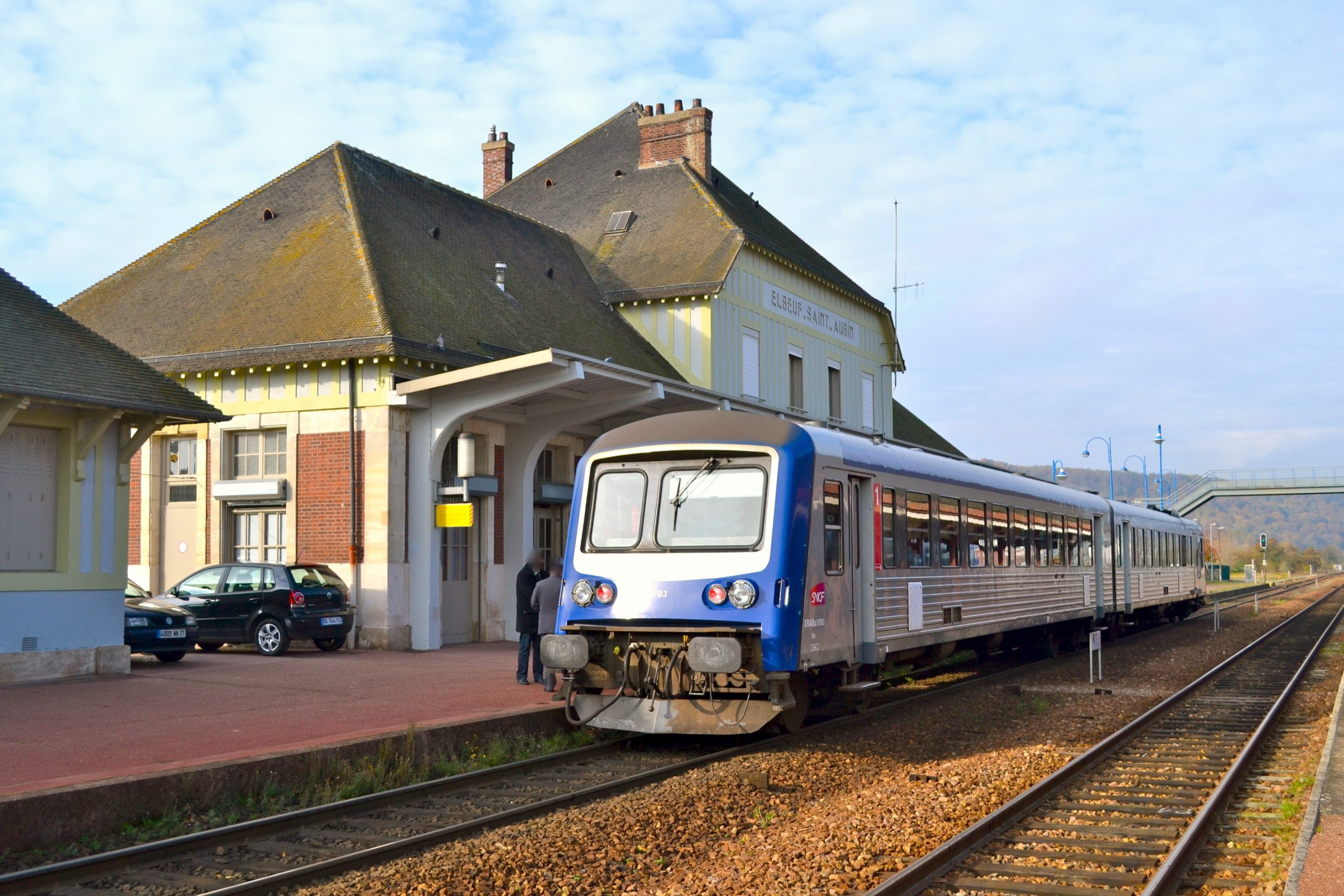
X 4793 rénové en livrée TER institutionnelle, en gare d'Elbeuf-Saint-Aubin sur la transversale Rouen - Caen en 2011.
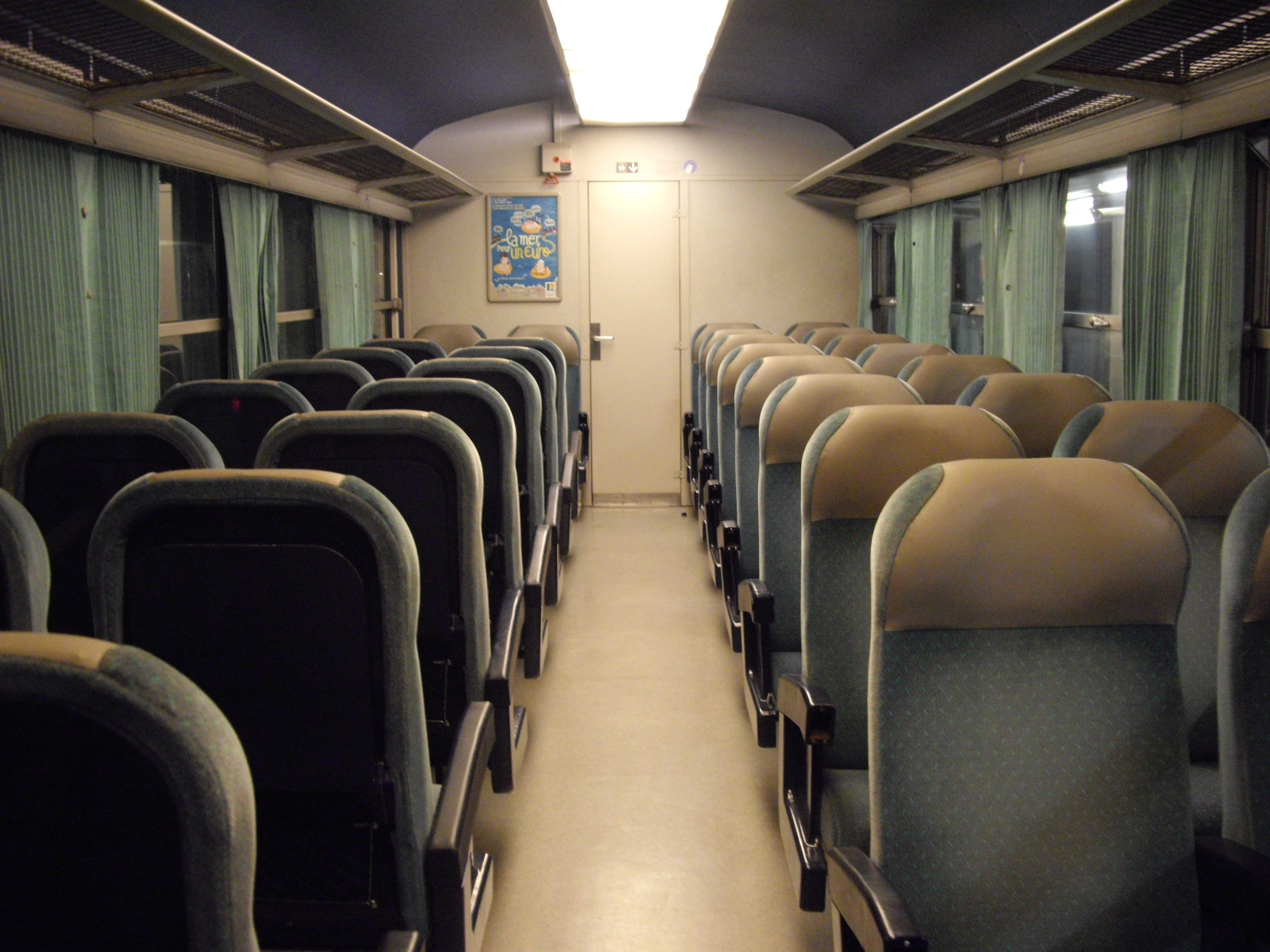
Intérieur rénové.
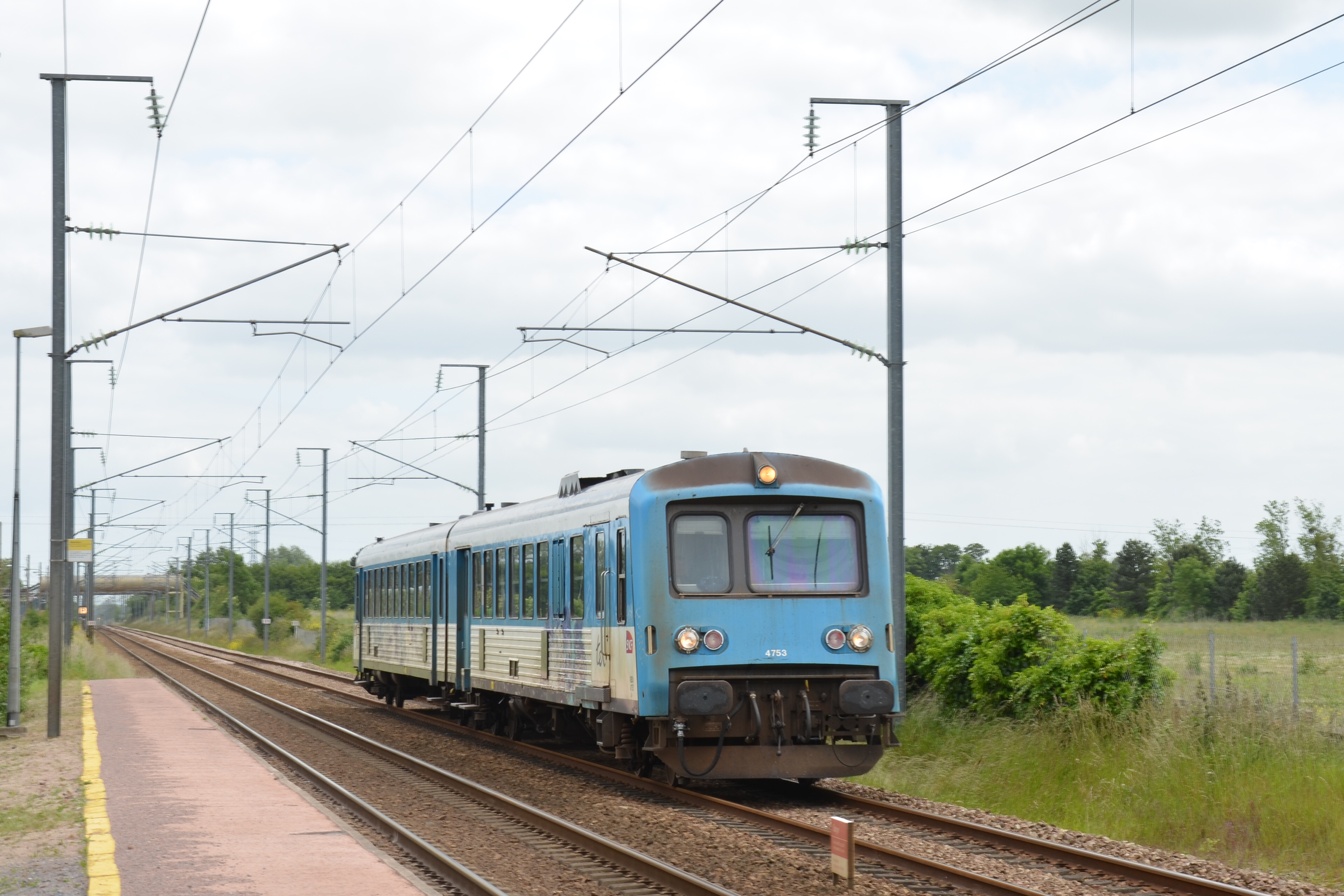
X 4753 rénové en livrée bleu Isabelle, entre Lisieux et Caen.